# Tiranet de la Chapada
El tiranet de la Chapada (Guyramemua affine) és un ocell de la família dels tirànids (Tyrannidae) i única espècie del gènere Guyramemua.

## Hàbitat i distribució
Habita garrigues, manglars, camps i caatinga, localment a Surinam, nord de Bolívia i Brasil amazònic i oriental.